# Pardosa floridana
Pardosa floridana är en spindelart som först beskrevs av Banks 1896.  Pardosa floridana ingår i släktet Pardosa och familjen vargspindlar. Inga underarter finns listade i Catalogue of Life.